# Martin Schwarz Lausten
Martin Schwarz Lausten (født 6. juli 1938 i Løgumkloster) er dansk teolog og professor emeritus i kirkehistorie ved Københavns Universitet. Han blev dr.theol. i 1977 på en afhandling om religion og politik i Christian 3.s udenrigspolitik og var fra 1996 professor med fagspecialet Danmarks kirkehistorie. Medlem af Videnskabernes Selskab siden 1999.
Af hans væsentlige værker er hans udgivelser af seks bind som omhandler den danske kirkes forhold til jøderne (ca. 1100-20.årh.). Han har også skrevet flere reformationshistoriske arbejder.
For Dansk Teologisk Tidsskrift har Lausten anmeldt bøger.